# Zanzibar (roman)
Zanzibar (titre original : Sansibar oder der letzte Grund) est un roman, œuvre d'Alfred Andersch publiée en 1957.

## Résumé
À l'automne 1937, arrivent à Rerik, une petite ville portuaire de la Baltique, le fonctionnaire communiste Gregor et la juive Judith qui est en fuite en raison des lois raciales de Nuremberg. À cet endroit leur sort s'entremèle à celui du pêcheur Knudsen et son garçon de cabine et à celui du pasteur Helander. Le religieux veut sauver la sculpture sur bois "Lesender Klosterschüler" catégorisée par les nazis comme «art dégénéré» et donc menacée de disparition et Knudsen doit amener cette sculpture en Suède. 
Gregor, Knudsen et le garçon effectuent le sauvetage de Judith et de la sculpture en bois vers la Suède, mais ne profitent pas de l'occasion pour s'échapper. Au contraire, ils reviennent en Allemagne, malgré un sort incertain. Helander, blessé à mort s'oppose à son arrestation et provoque son exécution.

## Les personnages
Les cinq personnages représentent d'une manière typique une génération, une classe sociale ou une idéologie.
Gregor est le jeune et intelligent communiste qui, dans le long terme ne peut manifester une confiance sans borne envers le comité central: "Tout doit être réexaminé ..." Il abandonne sa mission, réorganiser la résistance du Parti communiste allemand à Rerik, au profit d'une tâche qu'il s'impose lui-même: sauver Judith et la sculpture de la persécution des Nazis. Une fois la mission réussie, il puise le courage de renoncer à sa propre sécurité et de rester en Allemagne.
Heinrich Knudsen est en tant que pêcheur le travailleur par excellence. Il est communiste mais la théorie et l'idéologie ne lui suffisent pas. Les opinions et les points de vues de Knudsen sont reliés à l'endroit où il se trouve. Il pense lentement et se tient aux résultats de ses réflexions. Une forme de son entêtement est sa fidélité à sa femme Bertha; comme débile elle est sous le nouveau régime en danger de mort, mais Knudsen, qui à tout moment a la possibilité de s'échapper, ne va pas la laisser tomber.
Le garçon de cabine de Knudsen est un garçon de quinze ans qui connaît le mieux ce qu'il ne veut pas : être comme les adultes, croupir dans un patelin comme Rerik. Il peut comprendre son père, qui a trouvé la mort en mer, ivre, comme on dit, mais le garçon interprète sa mort comme une tentative d'évasion. Son implication dans le sauvetage de Judith et de la sculpture répond à son besoin d'aventures; il n'associe pas ça à une opposition aux "autres". Il laisse passer la possibilité de fuir en Suède, ce qui est une preuve de changement, de maturité du garçon au long du roman. Ainsi la personnalité du jeune change, passant de puéril, irresponsable, rêveur à un jeune adulte prêt à accepter son statut social et à prendre ses responsabilités.
Le pasteur Helander est le citoyen typique, vétéran de la Première Guerre mondiale, conservateur et de nationalité allemande ; en tant que protestant il tend à la recherche de la conscience, une crise permanente de la foi et des jugements éthiques rigoureux. Il fustige l'attitude de l'Eglise durant le Troisième Reich "la honte de l'église était incommensurable." Son aversion du nazisme est moins motivée par la politique que par une opinion générale sur la justice et sur les convenances.
Judith Levin est la typique fille de la "haute société", choyée et sans expérience de la vie. Avec la persécution nazie des juifs et le suicide de sa mère un monde s'effondre pour elle. Entourée par des ennemis imaginaires, potentiels et réels, elle trouve instinctivement en Gregor, Knudsen et Helander  des compagnons d'infortune de confiance. Leur fuite de Rerik vers la Suède est aussi son entrée dans la réalité de la vie.